# Audenge

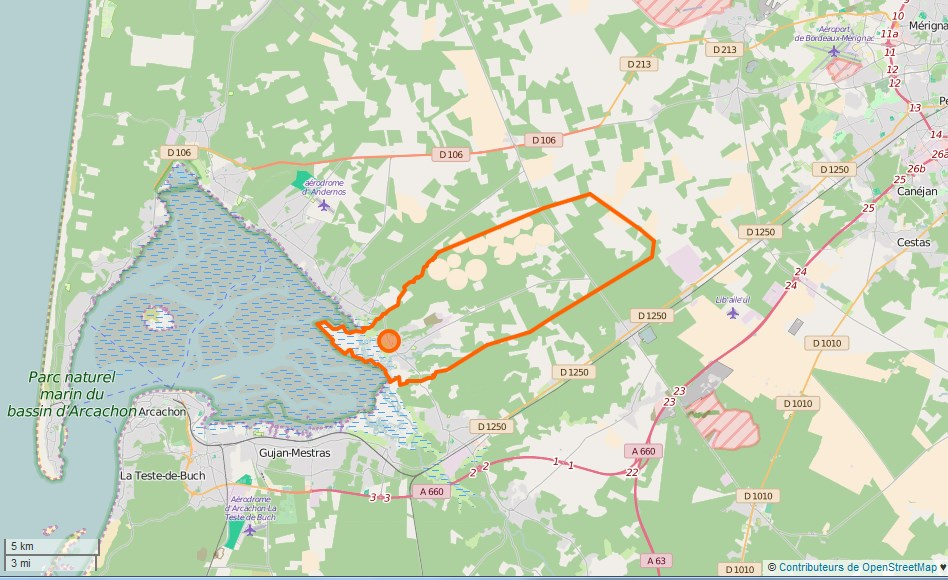
Gemeindegrenzen von Audenge

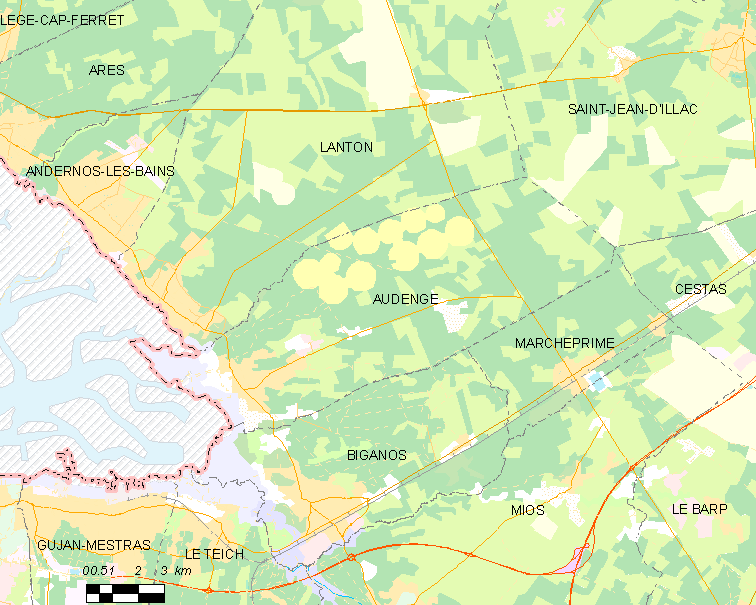
Umgebungskarte von Audenge

Audenge ist eine französische Stadt im Département Gironde in der Region Nouvelle-Aquitaine. Die Gemeinde liegt im Einzugsgebiet der Stadt Bordeaux und hat 9.550 Einwohner (Stand 1. Januar 2022).
Die Gemeinde gehört zum Arrondissement Arcachon und zum Kanton Andernos-les-Bains.

## Geografie
Audenge ist nordöstlich von Arcachon am gegenüberliegenden Ufer des Bassin d’Arcachon zwischen den Gemeinden Biganos und Andernos-les-Bains gelegen. Audenge ist Uferzone des Meeresnaturparks Bassin d’Arcachon und liegt selbst im Regionalen Naturpark Landes de Gascogne.

## Bevölkerungsentwicklung
| Jahr                       | 1962 | 1968 | 1975 | 1982 | 1990 | 1999 | 2009 | 2019 |
| Einwohner                  | 2001 | 2234 | 2529 | 2675 | 2981 | 3948 | 5813 | 8680 |
| Quellen: Cassini und INSEE |      |      |      |      |      |      |      |      |

## Städtepartnerschaft
Seit 1996 besteht eine Partnerschaft zwischen Audenge und der Gemeinde Azagra in der Autonomen Gemeinschaft Navarra in Spanien.

## Sehenswürdigkeiten
- Schloss Audenge
- Kirche Saint-Paul

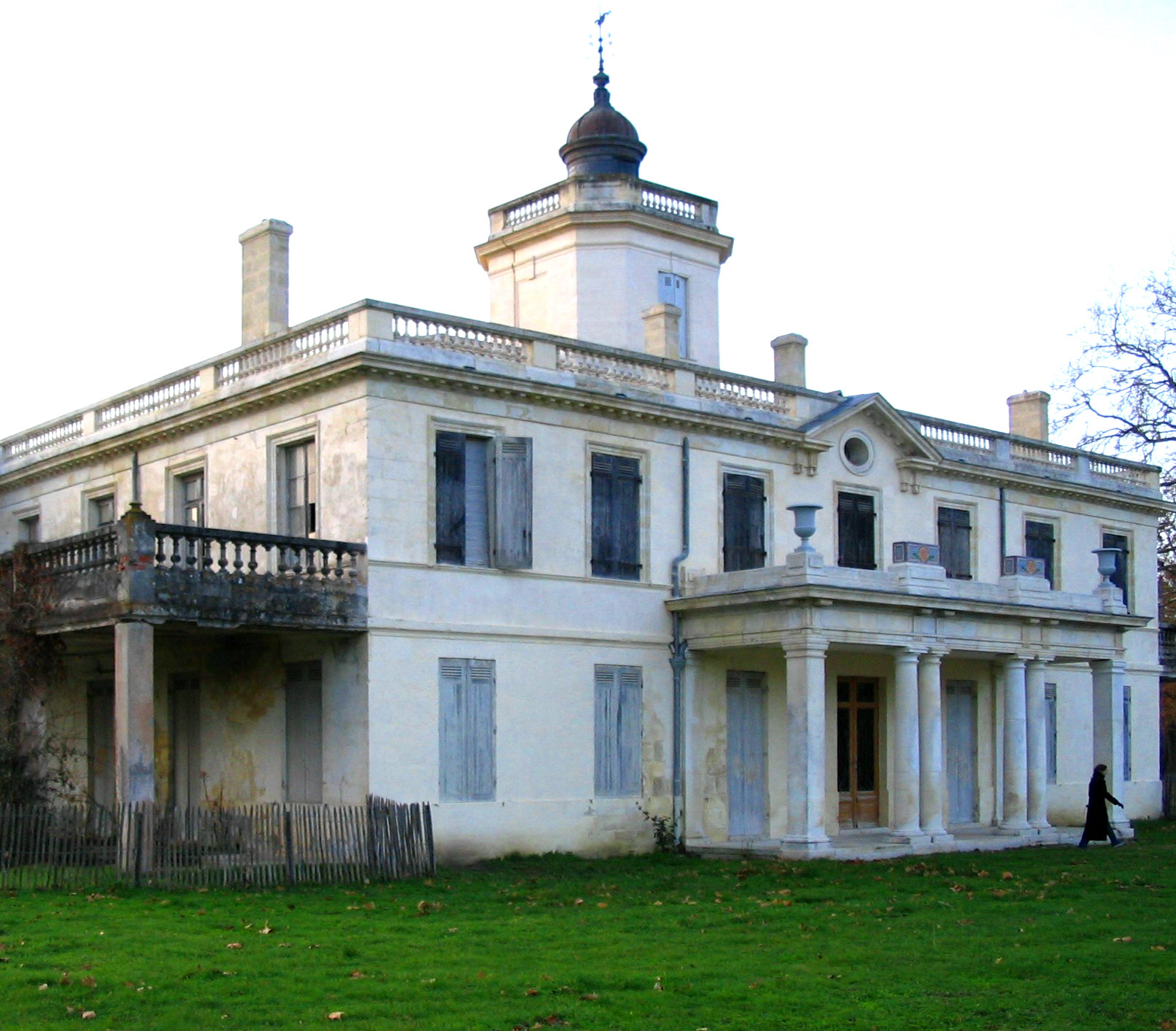
Schloss in Audenge (2007)
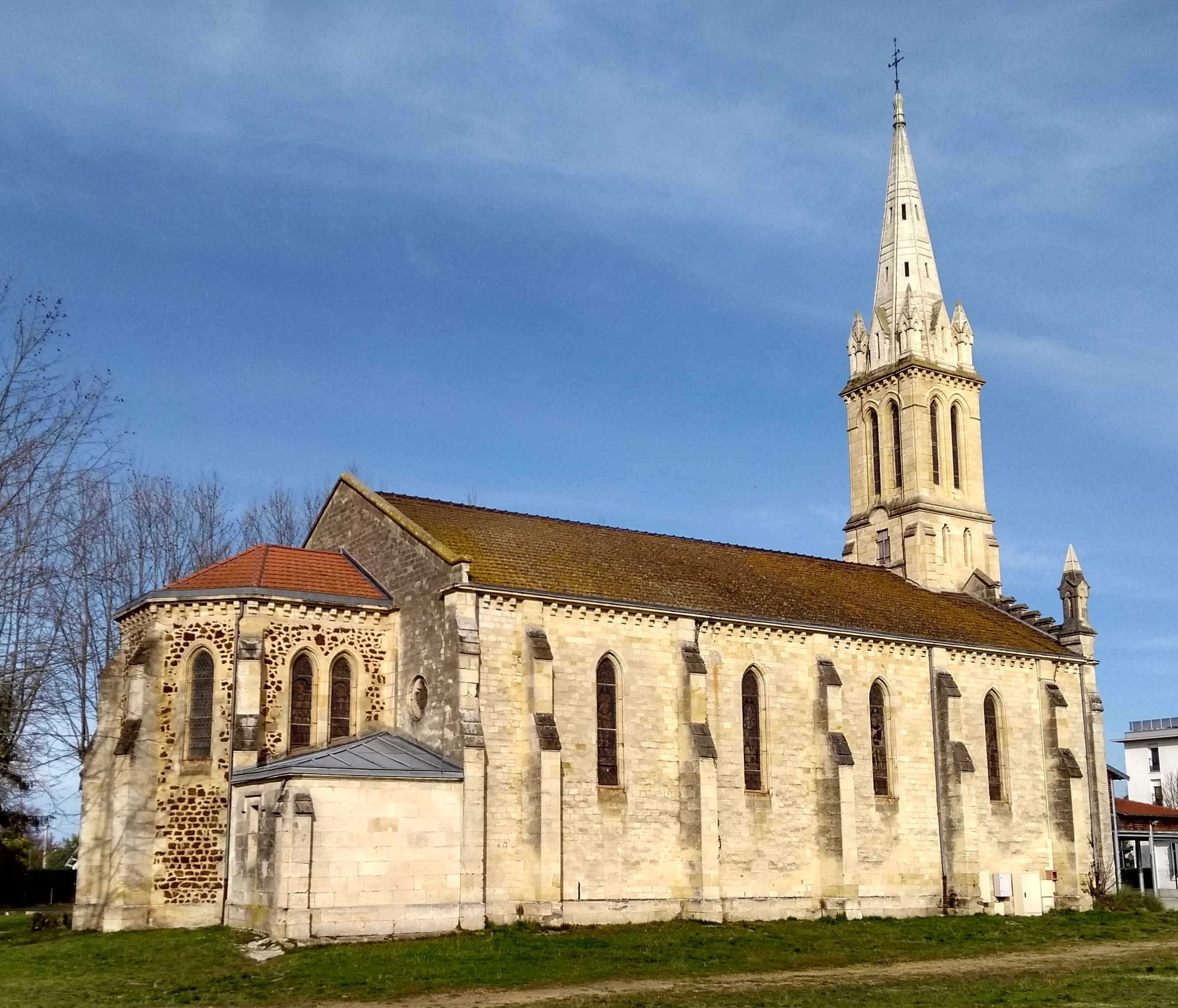
Kirche Saint-Paul